# Ballspielverein Borussia 09 Dortmund 1976-1977
Questa voce raccoglie le informazioni riguardanti il Ballspielverein Borussia 09 Dortmund nelle competizioni ufficiali della stagione 1976-1977.

## Stagione
Nella stagione 1976-1977 il Borussia Dortmund, allenato da Otto Rehhagel, concluse il campionato di Bundesliga al 8º posto. In Coppa di Germania il Borussia Dortmund fu eliminato al terzo turno dall'Osnabrück.

## Rosa
| N. |                     | Ruolo | Calciatore          |
| -- | ------------------- | ----- | ------------------- |
|    | Germania (bandiera) | P     | Horst Bertram       |
|    | Germania (bandiera) | P     | Peter Endrulat      |
|    | Germania (bandiera) | D     | Lothar Huber        |
|    | Austria (bandiera)  | D     | Bernd Krauss        |
|    | Germania (bandiera) | D     | Friedhelm Schwarze  |
|    | Germania (bandiera) | D     | Hans-Joachim Wagner |
|    | Germania (bandiera) | C     | Klaus Ackermann     |
|    | Germania (bandiera) | C     | Peter Fraßmann      |
|    | Germania (bandiera) | C     | Gerd Kasperski      |
|    | Germania (bandiera) | C     | Herbert Meyer       |
|    | Germania (bandiera) | C     | Helmut Nerlinger    |

| N. |                        | Ruolo | Calciatore          |
| -- | ---------------------- | ----- | ------------------- |
|    | Germania (bandiera)    | C     | Miroslav Votava     |
|    | Germania (bandiera)    | C     | Egwin Wolf          |
|    | Germania (bandiera)    | A     | Manfred Burgsmüller |
|    | Germania (bandiera)    | A     | Peter Geyer         |
|    | Germania (bandiera)    | A     | Hans-Werner Hartl   |
|    | Germania (bandiera)    | A     | Erwin Kostedde      |
|    | Paesi Bassi (bandiera) | A     | Willi Lippens       |
|    | Germania (bandiera)    | A     | Dietmar Otto        |
|    | Germania (bandiera)    | A     | Hans-Gerd Schildt   |
|    | Germania (bandiera)    | A     | Burghard Segler     |
|    | Germania (bandiera)    | A     | Wolfgang Vöge       |

## Organigramma societario
Area tecnica
- Allenatore: Otto Rehhagel
- Allenatore in seconda:
- Preparatore dei portieri:
- Preparatori atletici:

## Calciomercato

### Sessione estiva
| Acquisti | Acquisti            | Acquisti        | Acquisti |
| R.       | Nome                | da              | Modalità |
| -------- | ------------------- | --------------- | -------- |
| A        | Manfred Burgsmüller | Uerdingen 05    |          |
| P        | Peter Endrulat      | Erkenschwick    |          |
| A        | Erwin Kostedde      | Hertha Berlino  |          |
| A        | Willi Lippens       | Rot-Weiss Essen |          |
| C        | Herbert Meyer       | Hannover 96     |          |

| Cessioni | Cessioni       | Cessioni     | Cessioni |
| R.       | Nome           | a            | Modalità |
| -------- | -------------- | ------------ | -------- |
| P        | Willi Brock    | SV Hüsten 09 |          |
| D        | Ernst Savkovic | TeBe Berlino |          |
| C        | Zoltán Varga   | Augusta      |          |

### Sessione invernale
| Acquisti | Acquisti | Acquisti | Acquisti |
| R.       | Nome     | da       | Modalità |
| -------- | -------- | -------- | -------- |

| Cessioni | Cessioni | Cessioni | Cessioni |
| R.       | Nome     | a        | Modalità |
| -------- | -------- | -------- | -------- |

## Risultati

### Bundesliga

#### Girone di andata
| Arbitro: | Dreher |

|                                                 |           |                                      |
| Steffenhagen 53’ Reimann 58’ Volkert 74’ (rig.) | Marcatori | 4’ Hartl 29’ Geyer 38’, 60’ Kostedde |

| Arbitro: | Redelfs |

|                            |           |             |
| Hartl 16’ Huber 34’ (rig.) | Marcatori | 82’ Berdoll |

| Arbitro: | Engel |

|                             |           |             |
| Flindt-Bjerg 62’ Janzon 67’ | Marcatori | 47’ Lippens |

| Dortmund 4 settembre 1976, ore 15:30 CET 4ª giornata | Borussia Dortmund | 0 – 0 referto | Borussia M'gladbach | Westfalenstadion (54 000 spett.)\| Arbitro: \| Schmoock \| |
| Arbitro:                                             | Schmoock          |               |                     |                                                            |

| Duisburg 10 settembre 1976, ore 20:00 CET 5ª giornata | Duisburg | 0 – 0 referto | Borussia Dortmund | Wedaustadion (31 000 spett.)\| Arbitro: \| Frickel \| |
| Arbitro:                                              | Frickel  |               |                   |                                                       |

| Arbitro: | Schröder |

|                         |           |              |
| Kostedde 32’ Segler 85’ | Marcatori | 81’ Granitza |

| Arbitro: | Messmer |

|                   |           |            |
| Ellbracht 5’, 38’ | Marcatori | 56’ Segler |

| Arbitro: | Roth |

|                                 |           |                                |
| Vöge 60’ Kostedde 80’ Hartl 89’ | Marcatori | 44’, 77’ Rummenigge 54’ Müller |

| Arbitro: | Haselberger |

|                       |           |                                             |
| Ackermann 4’ Vöge 34’ | Marcatori | 11’, 87’ Konschal 35’ Røntved 64’ Meininger |

| Arbitro: | Aldinger |

|                            |           |                       |
| Toppmöller 4’ Wilhelmi 73’ | Marcatori | 67’ (aut.) Toppmöller |

| Arbitro: | Walther |

|                                                     |           |                      |
| Lippens 24’ Hartl 64’ Kostedde 83’ Huber 90’ (rig.) | Marcatori | 20’ Lorant 67’ Surau |

| Arbitro: | Redelfs |

|           |           |                                             |
| Wenzel 6’ | Marcatori | 42’, 69’ Burgsmüller 53’ Kostedde 87’ Huber |

| Arbitro: | Dreher |

|             |           |                       |
| Lippens 70’ | Marcatori | 36’ Szymanek 68’ Seel |

| Arbitro: | Dölfel |

|                             |           |          |
| Frank 8’, 72’ Handschuh 76’ | Marcatori | 32’ Wolf |

| Arbitro: | Linn |

|                                              |           |  |
| Vöge 14’ Burgsmüller 45’ Hartl 60’ Huber 78’ | Marcatori |  |

| Arbitro: | Gabor |

|              |           |           |
| van Gool 57’ | Marcatori | 53’ Hartl |

| Arbitro: | Jensen |

|                       |           |                              |
| Hartl 26’ Lippens 77’ | Marcatori | 5’ Bongartz 35’ (aut.) Meyer |

#### Girone di ritorno
| Arbitro: | Aldinger |

|                                                 |           |                                                        |
| Burgsmüller 21’, 57’ Geyer 25’ Huber 85’ (rig.) | Marcatori | 9’ Reimann 23’ Steffenhagen 26’ (aut.) Huber 59’ Bertl |

| Arbitro: | Messmer |

|                           |           |                             |
| Förster 14’ Stegmayer 90’ | Marcatori | 13’ Lippens 56’ Burgsmüller |

| Arbitro: | Redelfs |

|                                                                            |           |                 |
| Geyer 13’ Burgsmüller 20’, 47’ Kalb 28’ (aut.) Segler 45’, 72’ Lippens 66’ | Marcatori | 39’, 67’ Janzon |

| Arbitro: | Dreher |

|              |           |                  |
| Wittkamp 61’ | Marcatori | 85’ (rig.) Huber |

| Arbitro: | Linn |

|                             |           |             |
| Kostedde 6’ Burgsmüller 14’ | Marcatori | 70’ Seliger |

| Arbitro: | Haselberger |

|                                 |           |                          |
| Granitza 25’ Gersdorff 36’, 52’ | Marcatori | 32’ Nerlinger 73’ Segler |

| Arbitro: | Ohmsen |

|  |           |                       |
|  | Marcatori | 18’ Kaczor 76’ Eggert |

| Arbitro: | Jensen |

|            |           |                        |
| Künkel 20’ | Marcatori | 29’ Kostedde 89’ Huber |

| Arbitro: | Quindeau |

|                                               |           |  |
| Meininger 18’ Höttges 74’ (rig.) Konschal 90’ | Marcatori |  |

| Arbitro: | Zuchantke |

|                                                         |           |                        |
| Geyer 48’ Kostedde 63’, 86’ Burgsmüller 72’ Lippens 76’ | Marcatori | 19’ Stickel 74’ Melzer |

| Arbitro: | Frickel |

|              |           |                                                  |
| Hrubesch 56’ | Marcatori | 40’ Lippens 41’, 78’ Burgsmüller 67’, 85’ Votava |

| Arbitro: | Gabor |

|                        |           |                           |
| Kostedde 5’ Segler 90’ | Marcatori | 28’ Wenzel 49’ Hölzenbein |

| Arbitro: | Dölfel |

|                                  |           |                            |
| Szymanek 37’ Seel 66’ Allofs 83’ | Marcatori | 20’ Burgsmüller 59’ Votava |

| Dortmund 23 aprile 1977, ore 15:30 CEST 31ª giornata | Borussia Dortmund | 0 – 0 referto | Eintracht Braunschweig | Westfalenstadion (45 000 spett.)\| Arbitro: \| Klauser \| |
| Arbitro:                                             | Klauser           |               |                        |                                                           |

| Arbitro: | Dreher |

|                 |           |                         |
| Stradt 18’, 42’ | Marcatori | 32’, 37’ Vöge 89’ Huber |

| Arbitro: | Burgers |

|                 |           |                         |
| Burgsmüller 18’ | Marcatori | 58’ Simmet 89’ van Gool |

| Arbitro: | Waltert |

|                                                     |           |                      |
| Abramczik 22’ Fischer 26’, 77’ Ackermann 48’ (aut.) | Marcatori | 61’ Segler 79’ Meyer |

### Coppa di Germania
| Arbitro: | Richter |

|                                                                                |           |  |
| Hartl 14’ Kostedde 38’, 46’, 55’, 58’, 64’, 85’ Lippens 42’, 75’ Nerlinger 78’ | Marcatori |  |

| Aquisgrana 16 ottobre 1976 Secondo turno | Alemannia Aquisgrana | 0 – 0 (d.t.s.) referto | Borussia Dortmund | Stadio Tivoli (22 000 spett.)\| Arbitro: \| Ahlenfelder \| |
| Arbitro:                                 | Ahlenfelder          |                        |                   |                                                            |

| Arbitro: | Hennig |

|                              |           |  |
| Vöge 11’ Baumanns 54’ (aut.) | Marcatori |  |

| Arbitro: | Antz |

|                                         |           |             |
| Wittfoht 75’ Nordmann 102’ Schäfer 114’ | Marcatori | 27’ Lippens |

## Statistiche

### Statistiche di squadra
| Competizione      | Punti | In casa | In casa | In casa | In casa | In casa | In casa | In trasferta | In trasferta | In trasferta | In trasferta | In trasferta | In trasferta | Totale | Totale | Totale | Totale | Totale | Totale | DR  |
| Competizione      | Punti | G       | V       | N       | P       | Gf      | Gs      | G            | V            | N            | P            | Gf           | Gs           | G      | V      | N      | P      | Gf     | Gs     | DR  |
| ----------------- | ----- | ------- | ------- | ------- | ------- | ------- | ------- | ------------ | ------------ | ------------ | ------------ | ------------ | ------------ | ------ | ------ | ------ | ------ | ------ | ------ | --- |
| Bundesliga        | 34    | 17      | 7       | 6       | 4       | 41      | 30      | 17           | 5            | 4            | 8            | 32           | 34           | 34     | 12     | 10     | 12     | 73     | 64     | +9  |
| Coppa di Germania | -     | 2       | 2       | 0       | 0       | 12      | 0       | 2            | 0            | 1            | 1            | 1            | 3            | 4      | 2      | 1      | 1      | 13     | 3      | +10 |
| Totale            | 34    | 19      | 9       | 6       | 4       | 53      | 30      | 19           | 5            | 5            | 9            | 33           | 37           | 38     | 14     | 11     | 13     | 86     | 67     | +19 |

### Andamento in campionato
| Giornata  | 1 | 2 | 3 | 4 | 5 | 6 | 7 | 8 | 9  | 10 | 11 | 12 | 13 | 14 | 15 | 16 | 17 | 18 | 19 | 20 | 21 | 22 | 23 | 24 | 25 | 26 | 27 | 28 | 29 | 30 | 31 | 32 | 33 | 34 |
| --------- | - | - | - | - | - | - | - | - | -- | -- | -- | -- | -- | -- | -- | -- | -- | -- | -- | -- | -- | -- | -- | -- | -- | -- | -- | -- | -- | -- | -- | -- | -- | -- |
| Luogo     | T | C | T | C | T | C | T | C | C  | T  | C  | T  | C  | T  | C  | T  | C  | C  | T  | C  | T  | C  | T  | C  | T  | T  | C  | T  | C  | T  | C  | T  | C  | T  |
| Risultato | V | V | P | N | N | V | P | N | P  | P  | V  | V  | P  | P  | V  | N  | N  | N  | N  | V  | N  | V  | P  | P  | V  | P  | V  | V  | N  | P  | N  | V  | P  | P  |
| Posizione | 4 | 3 | 6 | 6 | 7 | 5 | 7 | 7 | 10 | 10 | 9  | 8  | 9  | 10 | 8  | 9  | 8  | 8  | 9  | 7  | 6  | 6  | 6  | 9  | 9  | 11 | 8  | 7  | 7  | 9  | 9  | 8  | 8  | 8  |

Legenda:

Luogo: C = Casa; T = Trasferta. Risultato: V = Vittoria; N = Pareggio; P = Sconfitta.

### Statistiche dei giocatori
| Giocatore      | Bundesliga | Bundesliga | Bundesliga  | Bundesliga | Coppa di Germania | Coppa di Germania | Coppa di Germania | Coppa di Germania | Totale   | Totale | Totale      | Totale     |
| Giocatore      | Presenze   | Reti       | Ammonizioni | Espulsioni | Presenze          | Reti              | Ammonizioni       | Espulsioni        | Presenze | Reti   | Ammonizioni | Espulsioni |
| -------------- | ---------- | ---------- | ----------- | ---------- | ----------------- | ----------------- | ----------------- | ----------------- | -------- | ------ | ----------- | ---------- |
| K. Ackermann   | 34         | 1          | 1           | 0          | 4                 | 0                 | 0                 | 0                 | 38       | 1      | 1           | 0          |
| H. Bertram     | 34         | 0          | 0           | 0          | 4                 | 0                 | 0                 | 0                 | 38       | 0      | 0           | 0          |
| M. Burgsmüller | 24         | 14         | 3           | 0          | 2                 | 0                 | 1                 | 0                 | 26       | 14     | 4           | 0          |
| P. Endrulat    | 0          | 0          | 0           | 0          | 0                 | 0                 | 0                 | 0                 | 0        | 0      | 0           | 0          |
| P. Fraßmann    | 0          | 0          | 0           | 0          | 0                 | 0                 | 0                 | 0                 | 0        | 0      | 0           | 0          |
| P. Geyer       | 23         | 4          | 0           | 0          | 1                 | 0                 | 0                 | 0                 | 24       | 4      | 0           | 0          |
| H. Hartl       | 27         | 7          | 0           | 0          | 3                 | 1                 | 2                 | 0                 | 30       | 8      | 2           | 0          |
| L. Huber       | 34         | 8          | 3           | 0          | 4                 | 0                 | 0                 | 0                 | 38       | 8      | 3           | 0          |
| G. Kasperski   | 4          | 0          | 0           | 0          | 0                 | 0                 | 0                 | 0                 | 4        | 0      | 0           | 0          |
| E. Kostedde    | 27         | 11         | 1           | 0          | 4                 | 6                 | 0                 | 0                 | 31       | 17     | 1           | 0          |
| B. Krauss      | 1          | 0          | 0           | 0          | 0                 | 0                 | 0                 | 0                 | 1        | 0      | 0           | 0          |
| W. Lippens     | 29         | 8          | 6           | 0          | 3                 | 3                 | 0                 | 0                 | 32       | 11     | 6           | 0          |
| H. Meyer       | 28         | 1          | 7           | 0          | 4                 | 0                 | 1                 | 0                 | 32       | 1      | 8           | 0          |
| H. Nerlinger   | 28         | 1          | 3           | 0          | 3                 | 1                 | 0                 | 0                 | 31       | 2      | 3           | 0          |
| D. Otto        | 0          | 0          | 0           | 0          | 1                 | 0                 | 0                 | 0                 | 1        | 0      | 0           | 0          |
| H. Schildt     | 8          | 0          | 0           | 0          | 1                 | 0                 | 0                 | 0                 | 9        | 0      | 0           | 0          |
| F. Schwarze    | 2          | 0          | 1           | 0          | 1                 | 0                 | 0                 | 0                 | 3        | 0      | 1           | 0          |
| B. Segler      | 34         | 7          | 7           | 0          | 4                 | 0                 | 0                 | 0                 | 38       | 7      | 7           | 0          |
| M. Votava      | 22         | 3          | 1           | 0          | 3                 | 0                 | 0                 | 0                 | 25       | 3      | 1           | 0          |
| W. Vöge        | 23         | 5          | 1           | 0          | 3                 | 1                 | 0                 | 0                 | 26       | 6      | 1           | 0          |
| H. Wagner      | 32         | 0          | 0           | 0          | 4                 | 0                 | 0                 | 0                 | 36       | 0      | 0           | 0          |
| E. Wolf        | 24         | 1          | 2           | 0          | 3                 | 0                 | 0                 | 0                 | 27       | 1      | 2           | 0          |